# Vallariopsis lancifolia
Vallariopsis lancifolia är en oleanderväxtart som först beskrevs av Joseph Dalton Hooker, och fick sitt nu gällande namn av R. E. Woodson. Vallariopsis lancifolia ingår i släktet Vallariopsis och familjen oleanderväxter. Inga underarter finns listade i Catalogue of Life.